# Affaires Sonatrach
 (avril 2013).
Le texte peut changer fréquemment, n’est peut-être pas à jour et peut manquer de recul. 
Le titre et la description de l'acte concerné reposent sur la qualification juridique retenue lors de la rédaction de l'article et peuvent évoluer en même temps que celle-ci.

Logo de la compagnie pétrolière algérienne Sonatrach, première entreprise algérienne et africaine.

Logo de la compagnie pétrolière italienne ENI.

L’affaire Sonatrach est une série d'affaires politico-financières qui défraye la chronique en Algérie depuis 2010, l’affaire a éclaté avec la « décapitation judiciaire » spectaculaire et sans précédent en Algérie de l’ensemble des hauts dirigeants du groupe pétrolier public dont l’activité est critique pour toute l’économie algérienne. L'ancien ministre algérien de l’énergie Chakib Khelil et plusieurs hauts cadres de la compagnie pétrolière Sonatrach seraient impliqués dans une vaste affaire de corruption.

## Affaire
De nombreuses personnalités sont soupçonnées d’avoir perçu des pots-de-vin pour permettre à des grands groupes étrangers de décrocher des contrats de plusieurs milliards de dollars. L’affaire est formée d'un nombre indéterminé de dossiers. L'enquête est menée par des officiers judiciaires du Département du renseignement et de la sécurité (DRS) au sein d'une opération baptisée « mains propres », qui est toujours en cours. 

### Affaire Sonatrach 1
Dix-neuf personnes dont Mohamed Meziane, ancien PDG du groupe public pétrolier, ses deux fils, huit de ses adjoints, et un patron d’une filiale d’une entreprise allemande Contal Algérie Funkwerk sont accusées de corruption. Quatre entreprises étrangères sont également poursuivies pour obtention frauduleuse de marchés publics au détriment de Sonatrach. Ces poursuites n’alimentent que le premier volet dit « Sonatrach 1 » d’un procès qui devrait dans un second temps s’intéresser aux pots-de-vin versés par une filiale de la société italienne ENI à des cadres de Sonatrach.
L’ancien PDG de Sonatrach, Mohamed Meziane, qui a déjà purgé une peine de prison pour une autre affaire, pour la première fois, accepté de parler dans les médias. Il s’est dit victime d’un « règlement de comptes à un très haut niveau » et a assuré que tous les contrats pour lesquels il était poursuivi ont été conclus en conformité avec la loi.
Le 10 février 2013, un communiqué du parquet général d’Alger indiquait que « suite aux informations révélées par certains quotidiens d’information nationaux et étrangers quant à l’implication de personnalités algérienne dans des faits à caractère pénal et plus précisément de corruption, et ce, lors de l’exercice de leurs fonctions au sein des institutions de l’État, le parquet général près la cour d’Alger informe l’opinion publique que les faits ainsi révélés sont en relation avec l’information judiciaire déjà ouverte auprès du pôle pénal spécialisé de Sidi M'Hamed dans le cadre de l’affaire dite Sonatrach 2 »[35]. Il précisait qu’il a, ce même jour, « requis le juge d’instruction chargé du dossier d’élargir le champ des investigations à ces faits nouveaux rapportés par les différents organes de presse ».

### Affaire Sonatrach 2
L’affaire Sonatrach 2 arrive en prolongement de l’affaire Sonatrach 1. Au total, vingt personnes physiques et deux morales (Saipem et Orascom Industrie) ont été inculpées. En Italie, le parquet de Milan ouvre une enquête sur ce vaste système de corruption entre la Sonatrach et ses partenaires. Deux hommes sont particulièrement mis en cause dans cette affaire : Mohamed Rheda Hamche, le propre neveu de Chakib Khelil et Farid Bedjaoui, décrit comme « le cerveau de la corruption ». 
Des accusations étayées par des faits probants ont été portées contre Chakib Khelil à la suite de quoi un mandat d’arrêt international est lancé contre lui. Il sera annulé pour vice de forme. L’enquête sur la corruption s’étend au Canada et éclabousse le numéro 1 local de l’ingénierie SNC-Lavalin. En 2016  — par rapport à l'Algérie — Chakib Khelil est « libéré » des accusations qui pesaient contre lui sans qu'il n'y ait de procès,. En Italie l'affaire suit son cours. 

### Affaire Sonatrach 3
Les mises sous mandat de dépôt de Chawki Rahal, ancien vice-président de Sonatrach chargé de la commercialisation, et de Mme Nouria Meliani-Mihoubi, directrice d'un bureau d'études privé — déjà mise en cause dans le dossier Sonatrach 1 — marquent le point de départ d’une nouvelle affaire, liée à un autre métier de la compagnie, le trading.

### Affaire Sonatrach 4
En avril 2016, une enquête mondiale sur la corruption dans le secteur des hydrocarbures menée conjointement par le journal australien The Age et le HuffPost américain pose les jalons d’un scandale Sonatrach 4,.